# B-Real
B-Real (справжнє ім'я Луїс Маріо Фріс, англ. Louis Mario Freese) — американський репер, відомий як співзасновник гурту Cypress Hill.

## Біографія
Народився 2 червня 1970 року в Лос-Анджелесі в сім'ї мексиканця та кубинки.
У 80-ті роки займався брейкдансом. У 13-річному віці вперше спробував марихуану, а у 16 став батьком.
Зі своїм другом по колективу Sen Dog'ом (Шенон Рейєс), він познайомився у школі. Луїс не завжди хотів стати репером. Спочатку він захоплювався журналістикою (до винятку зі школи Bell High), практикував писати статті, і пробував себе у поезії. Але це тривало не довго, Луїс покинув школу і припинив спілкування зі своїм батьком. З матір'ю та сестрою переїхав до Bell Area. Після чого Луїс вступив у злочинне угруповання Family Swan Bloods, де розпочинає кар'єру торговця наркотиками.
Пізніше B-Real знайомиться з DJ Muggs (Лоуренс Маггерад (Lawrence Muggerud). У 1988 році потрапив до лікарні з кульовим пораненням у груди і зачепленою легенею.
Цю ситуацію він описує у своїй пісні «Lick A Shot». Своїм порятунком він зобов'язаний Sen Dog'у та DJ Muggs'у .
B-Real, Sen Dog, DJ Muggs познайомилися з Еріком Корреа (Eric'ом «Bobo» Correa) у 90-ті роки. Членом групи він став в 1994. У 1996 році був членом групи The Psycho Realm, але пізніше залишив групу через свою відданість Cypress Hill.
Восени 2016 року об'єднався з колишніми учасниками Rage Against the Machine Томом Морелло, Тімом Коммерфордом та Бредом Вілком, а також з Chuck D з Public Enemy утворивши супергрупу Prophets of Rage.

## Дискографія

### Сольні альбоми
- 2009: Smoke N Mirrors
- 2014: Dr. Greenthumb LP

### Cypress Hill
- 1991: Cypress Hill
- 1993: Black Sunday
- 1995: Cypress Hill III: Temples of Boom
- 1996: Unreleased and Revamped
- 1998: Cypress Hill IV
- 2000: Skull & Bones
- 2001: Stoned Raiders
- 2004: Till Death Do Us Part
- 2010: Rise Up
- 2012: Cypress X Rusko
- 2018: Elephants on Acid

### Мікстейпи
- 2005: The Gunslinger
- 2006: The Gunslinger Part II: Fist Full of Dollars
- 2007: The Gunslinger Part III: For a Few Dollars More
- 2010: The Harvest Vol. 1: The Mixtape
- 2013: Serial Killers (with Xzibit & Demrick) — Serial Killers, Vol. 1
- 2014: The Medication
- 2014: Prohibition (ft. Berner)
- 2015: Prohibition pt.2 (ft. Berner)
- 2015: The prescription
- 2016: Prohibition pt.3 (ft. Berner)

## Гостьові появи
| Рік  | Композиція                            | Артист                 | Альбом                                   |
| ---- | ------------------------------------- | ---------------------- | ---------------------------------------- |
| 1992 | «Ain't Got No Class»                  | Da Lench Mob           | Guerillas in tha Mist                    |
| 1992 | «Put Your Head Out»                   | House of Pain          | House of Pain                            |
| 1996 | «East Coast / West Coast Killas»      | Dr. Dre                | Dr. Dre Presents the Aftermath           |
| 1999 | «Splitt (Comin' Out Swingin')»        | Reveille               | Laced                                    |
| 1997 | «Hit 'Em High (The Monstars' Anthem)» | VA                     | Space Jam                                |
| 2000 | «Xplosion»                            | OutKast                | Stankonia                                |
| 2000 | «Deadly Assassins»                    | Everlast               | Eat at Whitey's                          |
| 2000 | «End of the World»                    | Cold                   | 13 Ways to Bleed on Stage                |
| 2001 | «Back The Fuck Up»                    | Fear Factory           | Digimortal                               |
| 2001 | «Peer Pressure»                       | De La Soul             | AOI: Bionix                              |
| 2003 | «911»                                 | Boo-Yaa TRIBE & Eminem | West Koastra Nostra                      |
| 2004 | «American Psycho II»                  | D12                    | D12 World                                |
| 2005 | «High Rollers»                        | Proof                  | Searching for Jerry Garcia               |
| 2005 | «Roll Up»                             | Supernatural           | SPIT                                     |
| 2006 | «Vato»                                | Snoop Dogg             | Tha Blue Carpet Treatment                |
| 2006 | «Back Again»                          | Dilated Peoples        | 20/20                                    |
| 2008 | «A to the K»                          | Akrobatik              | Absolute Value                           |
| 2008 | «Pain Gang»                           | Ill Bill               | The Hour of Reprisal                     |
| 2009 | «I'm An American»                     | La Coka Nostra         | A Brand You Can Trust                    |
| 2009 | «Fuck Tony Montana»                   | La Coka Nostra         | A Brand You Can Trust                    |
| 2009 | «How Hi Can U Get»                    | Tash                   | Control Freek                            |
| 2009 | «Shoot first»                         | Apathy                 | Wanna Snuggle?                           |
| 2011 | «Go Loco»                             | Ron Artest             | Ball'n                                   |
| 2012 | «One By One»                          | Adil Omar              | The Mushroom Cloud Effect                |
| 2013 | «Hit This Freestyle»                  | Tony Touch             | The Piece Maker 3: Return of the 50 MC's |
| 2017 | «Black Cadillac»                      | Hollywood Undead       | Five                                     |